# Paleosol
Paleosol is een bodemclassificatie waarbij een bodem na vorming begraven is geraakt door sedimentatie, een zogenaamde fossiele bodem. Meestal leidt klimaatverandering tot het ontstaan van een paleosol. De oudste bekende paleosol werd op 2,9 miljard jaar gedateerd (2,9 Ga). 
Ohmoto (1996) onderzocht de chemische eigenschappen van twaalf paleosols, in ouderdom variërend van 2,9 tot 1,8 miljard jaar (2,9 tot 1,8 Ga). Holland et al.(1998) onderzochten zes paleosols die tussen 2,75 miljard en 450 miljoen jaar geleden gevormd werden. Deze paleosols zijn onder meer de Hokkalampi Paleosol (2,44-2,2 Ga) in Noord-Karelië (Oost-Finland, Fennoscandinavisch Schild), de Ville Marie Paleosol (2,38-2,22 Ga) in Québec (Canada, Huronian Supergroup), de Hekpoort Paleosol (2,25-2,2 Ga) in Zuid-Afrika (Transvaal Supergroup) en de Drakenstein Paleosol (2,2-2,0 Ga) in Griqualand West (Zuid-Afrika, Kaapvaalkraton).